# Karlstads pastorat
Karlstads pastorat är ett pastorat i Domprosteriet i Karlstads stift i Karlstads kommun i Värmlands län. 
Pastoratet bildades 2014 genom sammanläggning av pastoraten:
- Karlstads domkyrkoförsamlings pastorat
- Västerstrands pastorat
- Alster-Nyedsbygdens pastorat
- Väse-Fågelviks pastorat
- Norrstrands pastorat

Pastoratet består av följande församlingar:
- Karlstads domkyrkoförsamling
- Västerstrands församling
- Alster-Nyedsbygdens församling
- Väse-Fågelviks församling
- Norrstrands församling

Pastoratskod är 090101.